# Zimní stadion Slaný
VSH Slaný (nebo také Zimní stadion Slaný) je víceúčelová sportovní hala nacházející se na jihozápadním okraji města Slaný. Má ledovou plochu s rozměry 58 x 28 metrů, kapacita hlediště je 3 200 diváků. Stadion je domovem hokejových klubů HK Lev Slaný, HC Řisuty a HC Zlonice a krasobruslařského klubu Slaný. V sezoně 2019/2020 využíval stadion jako svůj domácí i čínský klub China Golden Dragon. Nachází se ve sportovním areálu zahrnující atletický stadion, fotbalová hřiště, aquapark, tělocvičnu, bowling, squash, posilovnu. V budově se nachází také hotel a ubytovna Sport s kapacitou 86 lůžek.
Stadion byl postaven mezi roky 1978 až 1980. Na konci 90. let došlo k mnohým přestavbám. V letech 2014 až 2015 byla rekonstruována ledová plocha za 24 milionů korun.